# Liste der Premierminister von Saskatchewan
Diese Liste führt die Premierminister (engl. premier) der kanadischen Provinz Saskatchewan seit der Gründung im Jahr 1905 auf. Saskatchewan besitzt ein Einkammernparlament mit einer auf dem Westminster-System basierenden parlamentarischen Regierung. Dabei ist der Premierminister zugleich Vorsitzender jener Partei, die in der Legislativversammlung die meisten Sitze hält. Der Premierminister tritt als Regierungschef auf, während das Staatsoberhaupt, der kanadische Monarch, durch einen Vizegouverneur (lieutenant governor) vertreten wird. Außerdem stellt der Premierminister aus den Reihen der gewählten Abgeordneten die als Exekutivrat bezeichnete Regierung zusammen und steht dieser vor.
Vor 1905 war Saskatchewan ein Teil der Nordwest-Territorien. Es wurde vor 1897 durch einen Vizegouverneur regiert, von 1897 bis 1905 durch den Premierminister der Nordwest-Territorien.

## Premierminister der Nordwest-Territorien (vor 1905)
| Premierminister (Partei) | Premierminister (Partei) | Premierminister (Partei)                        | Zeitraum                            | Wahlen (Wahlbezirk)                                                     |
| ------------------------ | ------------------------ | ----------------------------------------------- | ----------------------------------- | ----------------------------------------------------------------------- |
|                          |                          | Frederick Haultain (Liberal-Conservative Party) | 7. Oktober 1897 − 1. September 1905 | Ernannt 7. Okt. 1897 Wahl 4. Nov. 1898 (Macleod) 21. Mai 1902 (Macleod) |

## Premierminister von Saskatchewan
| Premierminister (Partei) | Premierminister (Partei) | Premierminister (Partei)                              | Zeitraum                             | Wahlen (Wahlbezirk) |
| ------------------------ | ------------------------ | ----------------------------------------------------- | ------------------------------------ | --- |
|                          | 1.                       | Walter Scott (Liberal Party)                          | 5. September 1905 − 20. Oktober 1916 | Wahl 13. Dez. 1905 (Lumsden) Wiederwahl 14. Aug. 1908 (Swift Current) Wiederwahl 11. Juli 1912 (Swift Current) Rücktritt 20. Okt. 1916 (pensioniert)                                                                        |
|                          | 2.                       | William Melville Martin (Liberal Party)               | 20. Oktober 1916 − 5. April 1922     | Ernennung 20. Okt. 1916 (Regina City) Wiederwahl 26. Juni 1917 (Regina City) Wiederwahl 9. Juni 1921 (Regina City) Rücktritt 5. April 1922 (pensioniert)                                                                    |
|                          | 3.                       | Charles Avery Dunning (Liberal Party)                 | 5. April 1922 − 26. Februar 1926     | Ernennung 5. April 1922 (Moose Jaw County) Wiederwahl 2. Juni 1925 (Moose Jaw County) Rücktritt 26. Feb. 1926 (Übertritt in Bundespolitik)                                                                                  |
|                          | 4.                       | James Garfield Gardiner (Liberal Party) (1. Amtszeit) | 26. Februar 1926 − 9. September 1929 | Ernennung 26. Feb. 1926 (North Qu'Appelle) Wiederwahl 6. Juni 1929 (North Qu'Appelle) (Minderheitsregierung) Rücktritt 9. Sep. 1929 (Opposition bildet Koalitionsregierung)                                                 |
|                          | 5.                       | James Anderson (Conservative Party)                   | 9. September 1929 − 19. Juli 1934    | Ernennung 9. Sep. 1929 (Saskatoon City) (Koalitionsregierung) |
|                          | -                        | James Garfield Gardiner (Liberal Party) (2. Amtszeit) | 19. Juli 1934 − 1. November 1935     | Wahl 19. Juli 1934 (Melville) Rücktritt 1. Nov. 1935 (Übertritt in Bundespolitik) |
|                          | 6.                       | William John Patterson (Liberal Party)                | 1. November 1935 − 10. Juli 1944     | Ernennung 1. Nov. 1935 (Cannington) Wiederwahl 8. Juni 1938 (Cannington) |
|                          | 7.                       | Tommy Douglas (CCF)                                   | 10. Juli 1944 − 7. November 1961     | Wahl 15. Juni 1944 (Weyburn) Wiederwahl 24. Juni 1948 (Weyburn) Wiederwahl 11. Juni 1952 (Weyburn) Wiederwahl 20. Juni 1956 (Weyburn) Wiederwahl 8. Juni 1960 (Weyburn) Rücktritt 7. Nov. 1961 (Übertritt in Bundespolitik) |
|                          | 8.                       | Woodrow Stanley Lloyd (CCF)                           | 7. November 1961 − 2. Mai 1964       | Ernennung 7. Nov. 1961 (Biggar) |
|                          | 9.                       | Ross Thatcher (Liberal Party)                         | 2. Mai 1964 − 30. Juni 1971          | Wahl 22. April 1964 (Morse) Wiederwahl 11. Oktober 1967 (Morse) |
|                          | 10.                      | Allan Blakeney (New Democratic Party)                 | 30. Juni 1971 − 8. Mai 1982          | Wahl 23. Juni 1971 (Regina Centre) Wiederwahl 11. Juni 1975 (Regina Elphinstone) Wiederwahl 18. Okt. 1978 (Regina Elphinstone)                                                                                              |
|                          | 11.                      | Grant Devine (Progressive Conservative Party)         | 8. Mai 1982 − 1. November 1991       | Wahl 26. April 1982 (Estevan) Wiederwahl 20. Okt. 1986 (Estevan) |
|                          | 12.                      | Roy Romanow (New Democratic Party)                    | 1. November 1991 − 8. Februar 2001   | Wahl 21. Oktober 1991 (Saskatoon Riversdale) Wiederwahl 21. Juni 1995 (Saskatoon Riversdale) Wiederwahl 16. Sep. 1999 (Saskatoon Riversdale) (Minderheitsregierung) Rücktritt 8. Feb. 2001 (pensioniert)                    |
|                          | 13.                      | Lorne Calvert (New Democratic Party)                  | 8. Februar 2001 − 21. November 2007  | Ernennung 8. Feb. 2001 Wiederwahl 5. Nov. 2003 (Saskatoon Riversdale) |
|                          | 14.                      | Brad Wall (Saskatchewan Party)                        | 21. November 2007 − 2. Februar 2018  | Wahl 7. Nov. 2007 (Swift Current) |
|                          | 15.                      | Scott Moe (Saskatchewan Party)                        | seit 2. Februar 2018                 | Wahl 4. Apr. 2016 (Rosthern-Shellbrook) |